# Synowie pustyni
Synowie pustyni (ang. Sons of the Desert) – amerykański film z 1933 roku w reżyserii William A. Seiter z udziałem znanego w tamtym czasach duetu komików Flip i Flap.

## Wyróżnienia
| Rok wyróżnienia | Amerykański Instytut Filmowy                                    | Miejsce     |
| --------------- | --------------------------------------------------------------- | ----------- |
| 2000            | Lista 100 najśmieszniejszych amerykańskich filmów wszech czasów | 96. miejsce |
| 2005            | Lista 100 najlepszych kwestii filmowych wszech czasów           | 60. miejsce |